# UTYわいわいQGランド
UTYわいわいQGランドは、テレビ山梨で毎週日曜日10:30～11:00に放映された、小学生参加のクイズ・ゲーム番組である。タイトルの"QG"は「クイズ」と「ゲーム」の略。ハイビジョン制作。2009年3月29日放送分をもって終了。
番組の体裁は、山梨県内の小学生（同学年4人1組）の対抗戦形式。ゲームと、授業や方言、地域、出場校関連などのクイズで対戦が行われる。

## 司会
以下はUTYアナウンサー。
- 黒澤知弘（とも兄）
- 小田切いくみ（いく姉）

### 過去の司会
- 名執瞭子
- 小嶋優
- 仲山今日子
- 佐藤泰男
- 黒塚まや

## QGゲーム
ほとんどのゲームは『関口宏の東京フレンドパークII』のアトラクションの小学生版である。ゲーム名には番組タイトルの「QG」が頭に付く。順位によって獲得ポイントが異なり、「QGステップ」以外は1位から順に、10、5、3、0ポイントとなる。失格の場合は0ポイントとなる。
QGパックンチョ開いたり、閉じたりする口の中にどれだけボールを入れられるかを競う。制限時間は30秒。1チーム2人1組で挑戦し、半分の15秒になったら交替する（交替しなければ失格となる）。
QGシーソー45秒間シーソーを動かしてバスケットにボールをどれだけ入れられるかを競う。制限時間は45秒。1チーム2人1組で挑戦し、ボールがうまくバスケットに入るか途中でボールが落ちてしまっても交替になる。
QGフライングピザフリスビー型のピザを○、△、□の形をした口の中にどれだけ入れられるかを競う。制限時間は30秒。1チーム2人1組で挑戦し、半分の15秒になったら交替する（交替しなければ失格となる）。
QGスケーティングボード上で反復横跳びをする。制限時間は30秒。ボードの両端にセンサーが付いているので、そこをしっかりとタッチしなければノーカウントになる。このゲームは各チーム代表者1名で挑戦。
QGステップ30秒間にどれだけステップを踏めるかを競う。2回戦行い、それぞれの回において1位から順に5、3、1、0ポイントが与えられる。
QGトレイン45秒間ミニチュア機関車が走り、機関車の先端には針が付いている。レール上には風船が設置されている。挑戦者（各チームの代表者1名）は風船を割らないように輪投げをする。風船が割れてしまった場合は失格となる。

## QGクイズ
どんな問題が出題されるかはその週によって違う。
わいわい予備校クイズスポンサーでもある山梨予備校の講師から国語・算数・英語（その週によって違う）の問題が出題される。
わいわい方言クイズ北杜市にある北杜市金田一春彦記念図書館で活動している「へみの里・方言ことばの会」からの出題。
わいわいふるさとクイズ山梨県内にあるお店や場所からの出題。司会の黒澤アナも取材に伺うこともある。
わいわいお天気クイズ甲府地方気象台からの出題。
QGここなんだ?歌詞の一部分が虫食いになっており、その部分を当てる。
QG何でもランキングあらゆるものをランキングして当てる。
クイズ学校じまん山梨県内の小学校からの出題。
ヘビー級はどっちだ?2つのものの内、どちらが重いかを当てる。
わいわい早押しクイズ優勝チームを決める一発逆転の早押しクイズ。正解は3ポイント、お手付き・誤答は-3ポイント。出題ジャンルはなぞなぞがメイン。